# Graceland (Fernsehserie)
Graceland ist eine US-amerikanische Fernsehserie, die seit dem 6. Juni 2013 auf USA Network ausgestrahlt wird. Sie wurde von Jeff Eastin entwickelt. Im September 2014 endete die Ausstrahlung der zweiten Staffel, eine dritte Staffel ist bereits bestellt.
Am 1. Oktober 2015 gab USA Network das Ende der Serie nach drei Staffeln bekannt.

## Handlung
Eine Gruppe von Undercover-Agents, welche für verschiedene Strafverfolgungsbehörden tätig sind, unter anderem für das FBI, die DEA sowie das ICE, leben zusammen in einem Strandhaus. Dieses Strandhaus trägt den Beinamen „Graceland“ und verbirgt viele Geheimnisse, die mit den Schein-Identitäten der Ermittler zu tun haben.

## Besetzung

### Hauptbesetzung

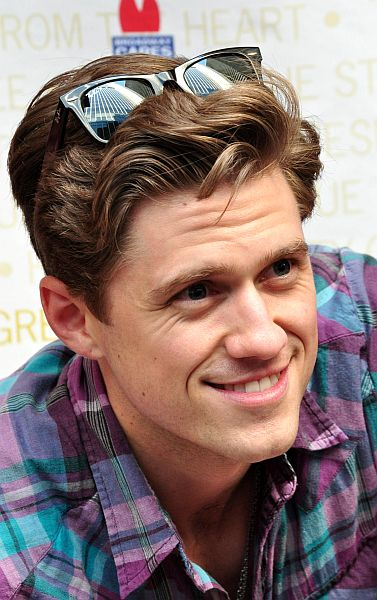
Aaron Tveit spielt Mike Warren
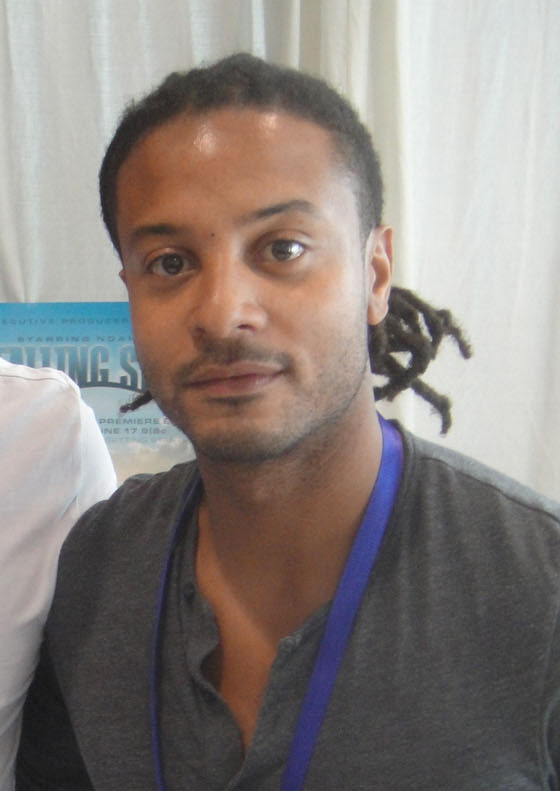
Brandon Jay McLaren spielt Dale Jakes
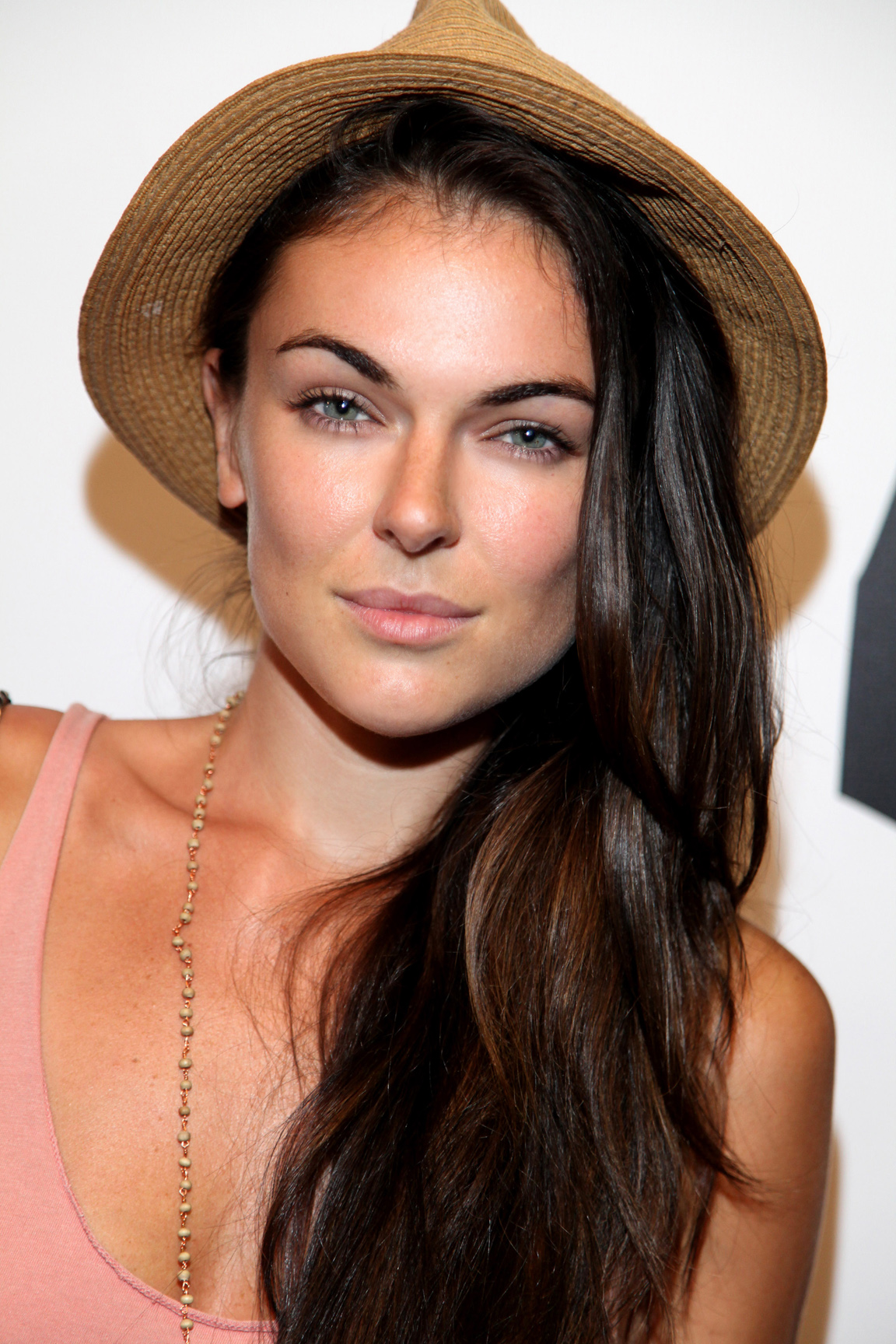
Serinda Swan spielt Paige Arkin

| Schauspieler        | Rollenname                  | Behörde | Hauptrolle (Folge) | Nebenrolle (Folge) | Synchronsprecher |
| ------------------- | --------------------------- | ------- | ------------------ | ------------------ | ---------------- |
| Daniel Sunjata      | Paul Briggs                 | FBI     | 1.01–3.13          |                    |                  |
| Aaron Tveit         | Mike „Levi“ Warren          | FBI     | 1.01–3.13          |                    | Marios Gavrilis  |
| Brandon Jay McLaren | Dale „DJ“ Jakes             | ICE     | 1.01–3.13          |                    | Julien Haggége   |
| Vanessa Ferlito     | Catherine „Charlie“ DeMarco | FBI     | 1.01–3.13          |                    | Silvia Mißbach   |
| Manny Montana       | Joe „Johnny“ Tuturro        | FBI     | 1.01–3.13          |                    | Wanja Gerick     |
| Serinda Swan        | Paige Arkin                 | DEA     | 1.01–3.13          |                    | Friederike Walke |

### Nebenbesetzung
| Schauspieler     | Rollenname     |
| ---------------- | -------------- |
| Pedro Pascal     | Juan Badillo   |
| Jenn Proske      | Abby           |
| Vincent Laresca  | Rafael Cortes  |
| Gbenga Akinnagbe | Jeremiah Bello |
| Jay Karnes       | Gerry Silvo    |

## Produktion und Ausstrahlung
Vereinigte Staaten
Im Juni 2012 wurde bekannt, dass USA Network eine neue Krimiserie namens Graceland bestellt habe. Die Hauptdarsteller der Serie seien Daniel Sunjata und Aaron Tveit. Obwohl eigentlich nur für einen dreiteiligen Handlungsbogen eingeplant, wurde Serinda Swan im Dezember 2012 zur Hauptdarstellerin befördert. Die erste der zwölf Folgen der ersten Staffel der Serie wurde am 6. Juni 2013 ausgestrahlt. Zwei Tage vor Ende der Ausstrahlung der ersten Staffel, am 10. September 2013, verlängerte USA Network die Serie um eine dreizehnteilige zweite Staffel. Die Ausstrahlung der zweiten Staffel wurde zwischen dem 11. Juni und dem 10. September 2014 gesendet.
Im November 2014 bestellte USA Network eine dritte Staffel der Serie mit 13 Folgen, deren Ausstrahlung am 25. Juni begann und endete am 17. September 2015.
Deutschland
In Deutschland sicherte sich die ProSiebenSat.1 Media die Ausstrahlungsrechte. Die deutsche Erstausstrahlung erfolgt seit dem 9. April 2015 auf dem Pay-TV-Sender ProSieben Fun.

## Rezeption
Die Fernsehserie wurde bei Metacritic mit einem Metascore von 58/100 basierend auf 26 Rezensionen bewertet.
Thordes Herbst von Serienjunkies.de sagte zur Serie, dass sie „überdurchschnittlich attraktive Agenten vor der überdurchschnittlich pittoresken Kulisse Kaliforniens“ biete. Allerdings kritisierte sie, dass „der große Rest des Formates über eine WG aus verschiedenen Sonderermittlern […] [und] über das Mittelmaß aber nicht hinaus[komme]“. Auch sagt sie zur Serie, dass der, der „[…] mit Abstrichen in Bezug auf Anspruch und Authentizität leben kann, […] bei einem Ausflug nach Graceland getrost die scharfkantigen Probleme der Realität gegen weichgespülte Gute-Laune-Ermittlungen eintauschen [darf]“.